# Andén (transporte)

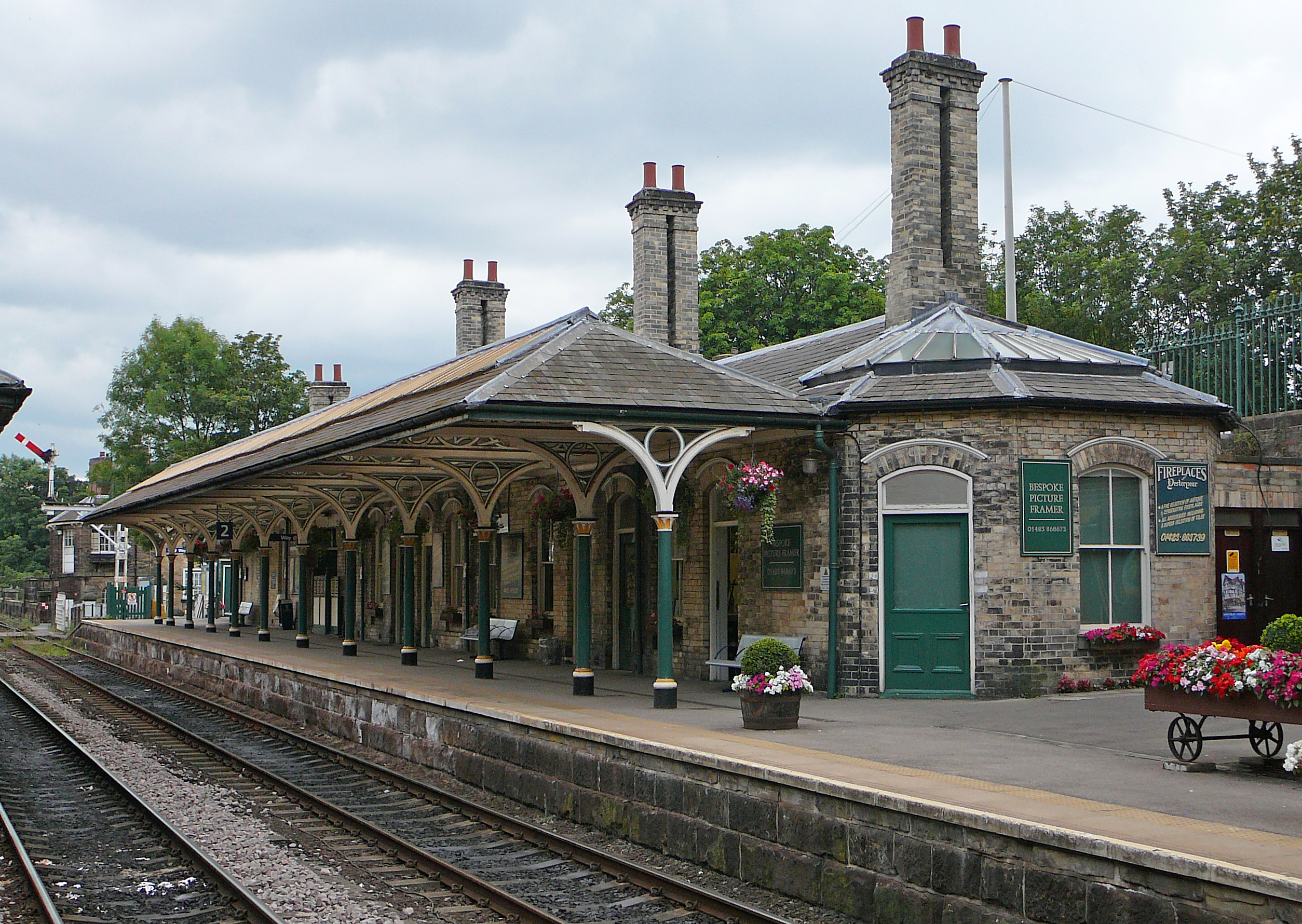
Andén lateral en la estación de ferrocarril de Knaresborough, Yorkshire, Inglaterra.

Un andén o plataforma es, generalmente, una plataforma elevada de cemento, hormigón o, en algunos casos de madera, que permite el fácil acceso a un medio de transporte como puede ser un tren, metro, autobús, etc. Por arriba de los andenes, es por donde la gente circula, separándoles de la vía férrea.

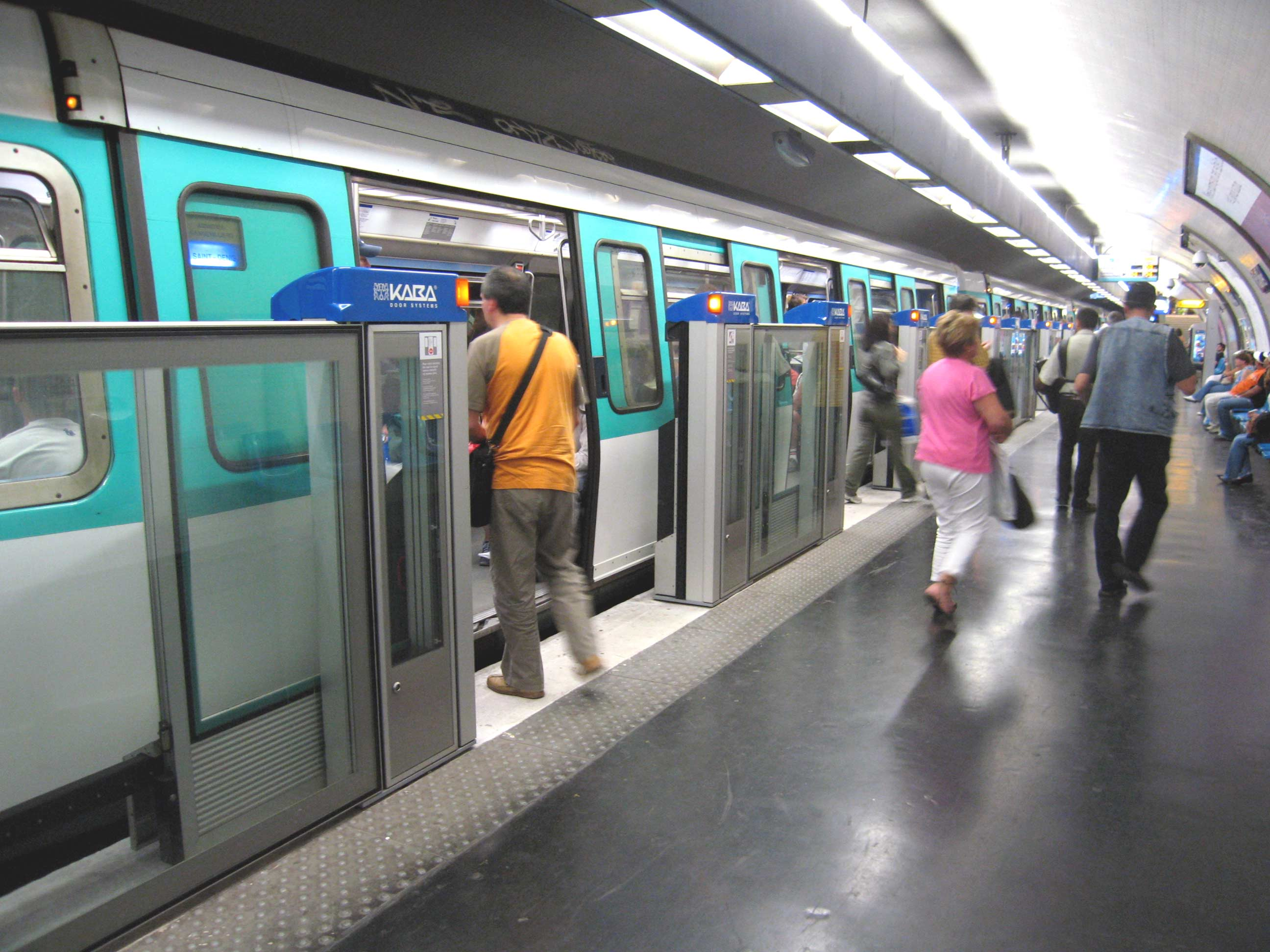
Un andén con puertas de andén de media altura en la línea 13 del metro de París.

## Accesibilidad

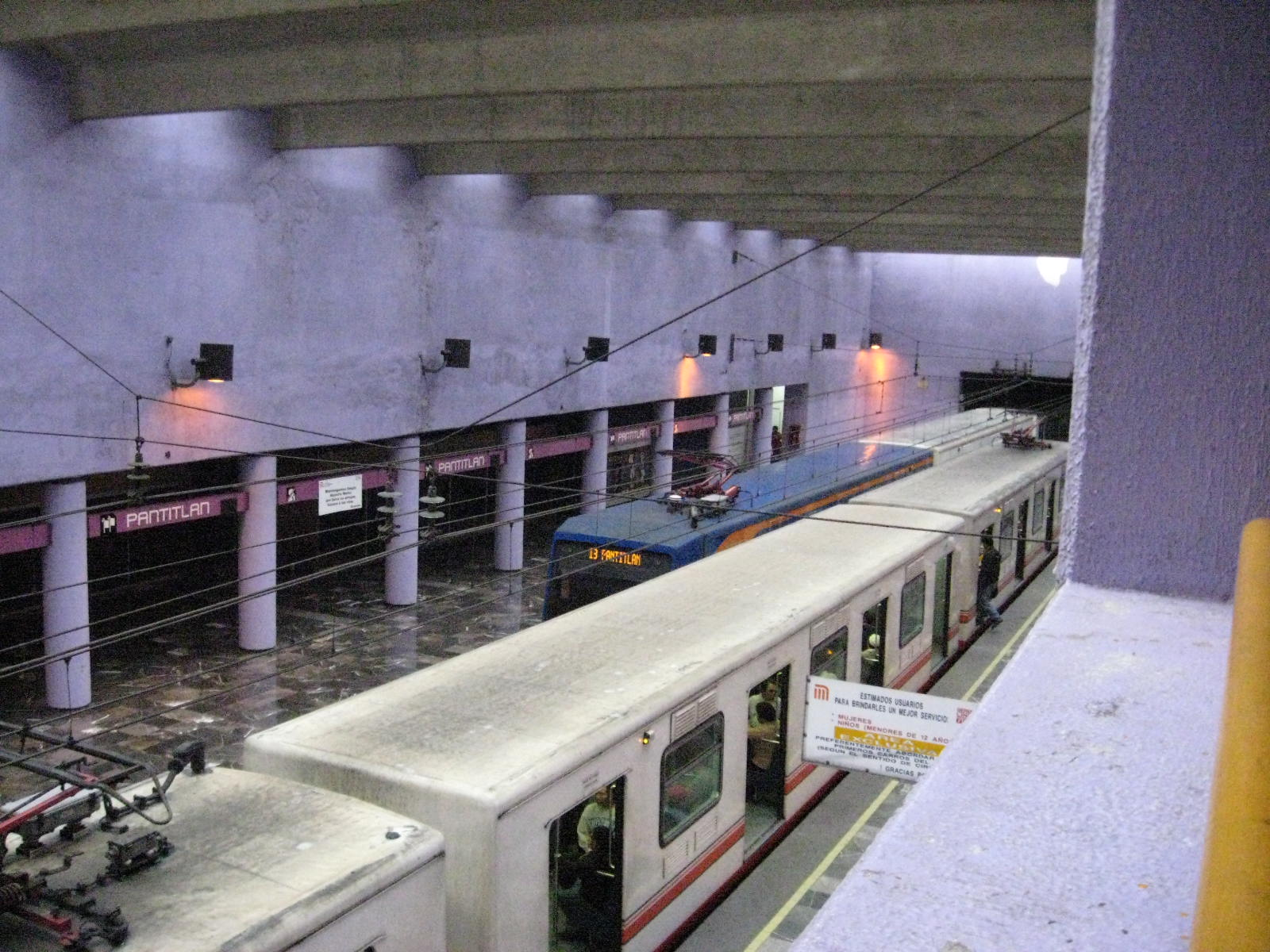
Trenes FM-86 (uno de estos color azul con cromática FM-95A ingresando al andén) en la estación Pantitlán del "metro férreo" Línea A. Ciudad de México.

Una consideración importante, sobre todo para asegurar la accesibilidad para personas con movilidad reducida, es la diferencia en altura o distancia entre el andén y el piso del coche del tren, también conocido como el "gap". Por ejemplo, en España, en el caso de los trenes de Cercanías de las series 446 y 447, la diferencia de altura entre el andén y el piso de los trenes puede estar entre 390 a 600 mm.

## Seguridad

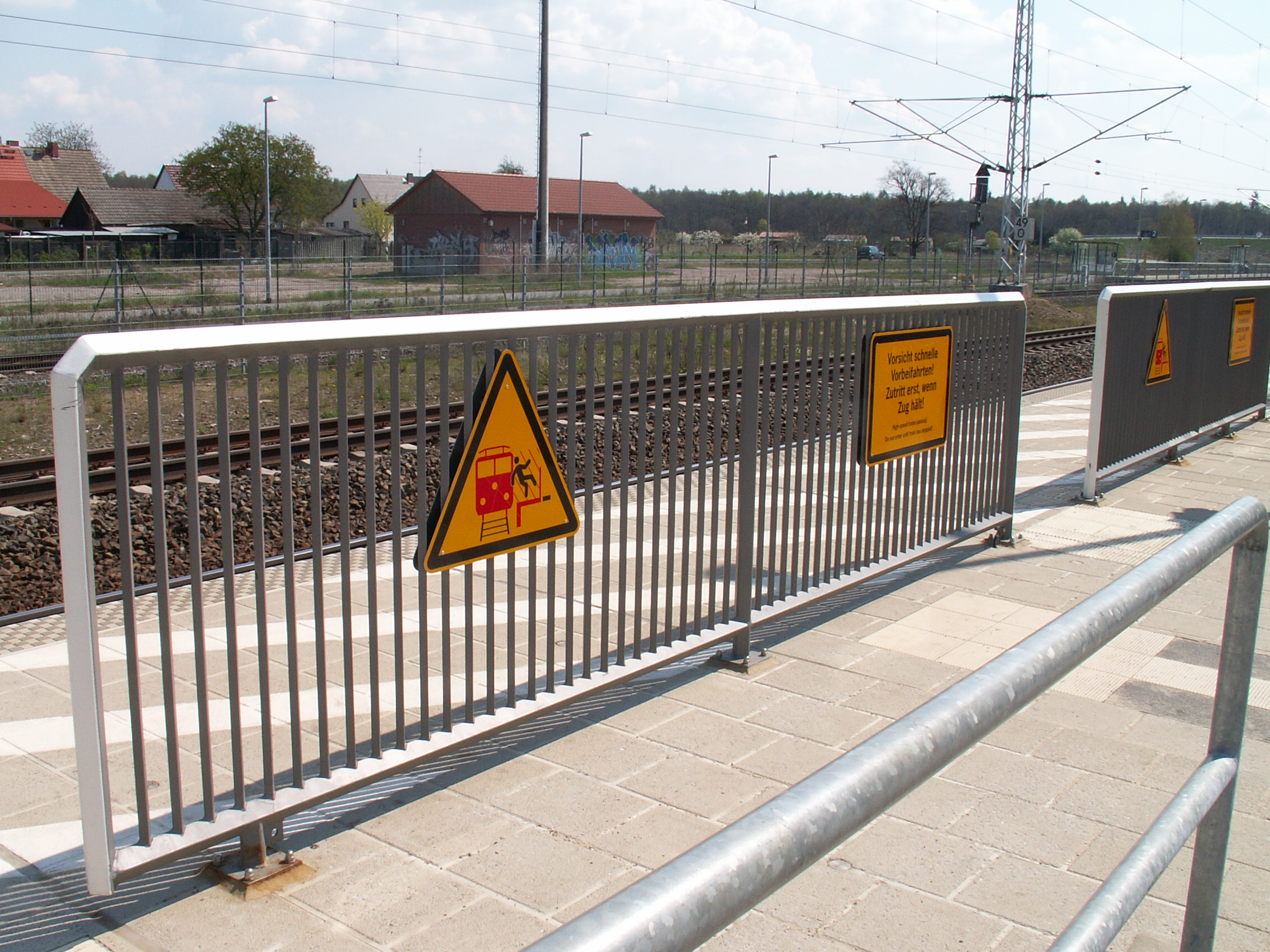
Barreras de protección en la estación de Paulinenaue, Brandeburgo Alemania.

Muchas estaciones de metro, como por ejemplo, las de la Línea 1 del Metro de Sevilla, tienen ya instaladas puertas de andén, o mamparas de seguridad, en sus andenes, y que están sincronizadas con las puertas del tren para evitar así la caída de personas entre el andén y el coche del tren, entre otros factores.